# Remasuri
remasuri ist eine österreichische Band der Neuen Volksmusik, die 2005 gegründet wurde.

## Geschichte
2005 wurde das erste Album remasuri auf den Markt gebracht, etwas mehr als ein Jahr später kam der zweite Longplayer Gemma! heraus, am 28. Juni trat die Band auf dem echt:wien-Festival auf. 2008 folgte die CD Remasuri Himmelfahrt. Im Oktober 2011 wurde die erste Live-CD der Band, Hitte, eingespielt, die im März 2012 in der Kulisse in Wien präsentiert wurde. Die fünfte CD – Pinsch – wurde am 25. Oktober 2013 vor ausverkauftem Haus im Stadtsaal in Wien präsentiert. Neben der Studioarbeit absolviert die Band zahlreiche Konzerte – darunter Auftritte bei der Sommerszene Gänserndorf, beim Stadtfest Wien, beim Schrammelklang Festival, beim Stadtfest Graz und beim Murton Festival.

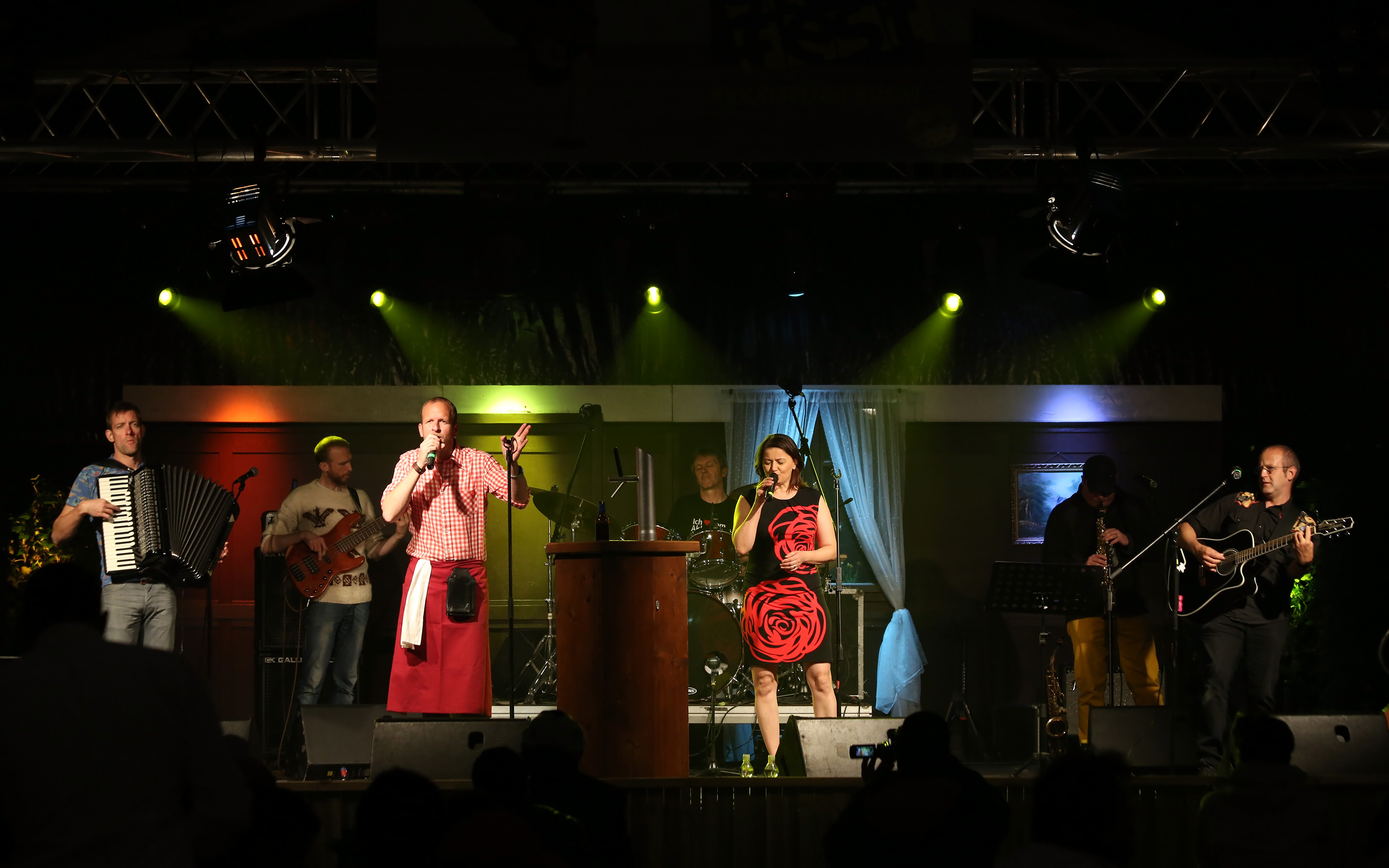
remasuri (Wiener Stadtfest 2014)

## Stil
Der musikalische Stil bindet Elemente des Wienerliedes, Blues, Folk und Jazz ein. Die Texte sind gänzlich im Wiener Dialekt geschrieben. Die Konzerte sind so konzipiert, dass remasuri ein Wirtshaus in Wien darstellt, Christoph Michalke der humoristische Moderator zwischen den Liedern ist und die weiteren Bandmitglieder die Stammgäste sind.

## Diskografie

### Alben
- remasuri (2005)
- Gemma! (2006)
- Remasuri Himmelfahrt (2008)
- Hitte! (2011)
- Pinsch (2013)